# Ledningsregementet (Danmark)
Ledningsregementet (danska: Føringsstøtteregimentet) är ett danskt signalförband bildat 1992 genom en sammanslagning av Sjællandske Telegrafregiment och Jyske Telegrafregiment. Regementet skiftade till sitt nuvarande namn den 1 januari 2019. 